# Furusato Japan
Furusato Japan (ふるさと-JAPAN – 'Vårt hemland Japan') är en japansk animerad film från 2006, känd på engelska under titeln Japan, Our Homeland och på franska som La Chorale. Den var den andra animerade långfilmen i regi av Akio Nishizawa, och den animerades på hans studio WAO World.
Filmen hade sin världspremiär på den franska filmfestivalen Asian Connection – Festival du Film Asiatique (Lyon) i november 2006. Den japanska biopremiären ägde rum 7 april 2007.

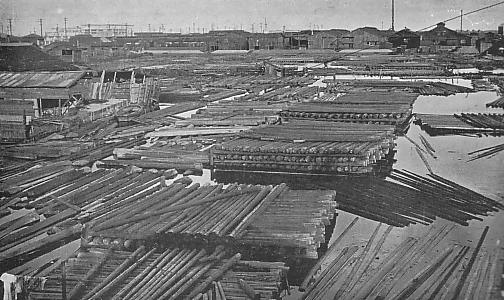
Flottat timmer i Kiba år 1933. I filmens 1956 finns delar av timret fortfarande kvar.

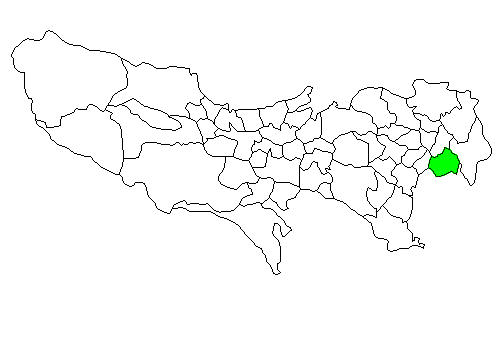
Filmen utspelar sig i östra Tokyo, vid Tokyobukten.

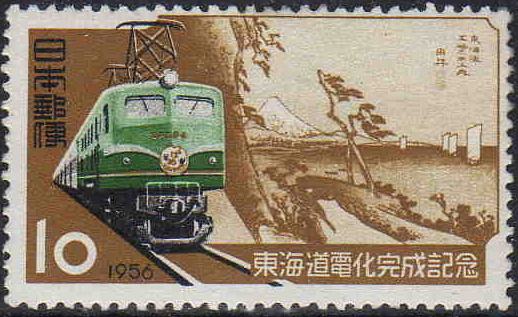
1956 i Japan är en brytningstid mellan gammalt och nytt. Till det nya hör de snabba tågen som drivs av elektricitet, här från ett 10-yensfrimärke från 1956 med tåg från Tokaido-linjen.

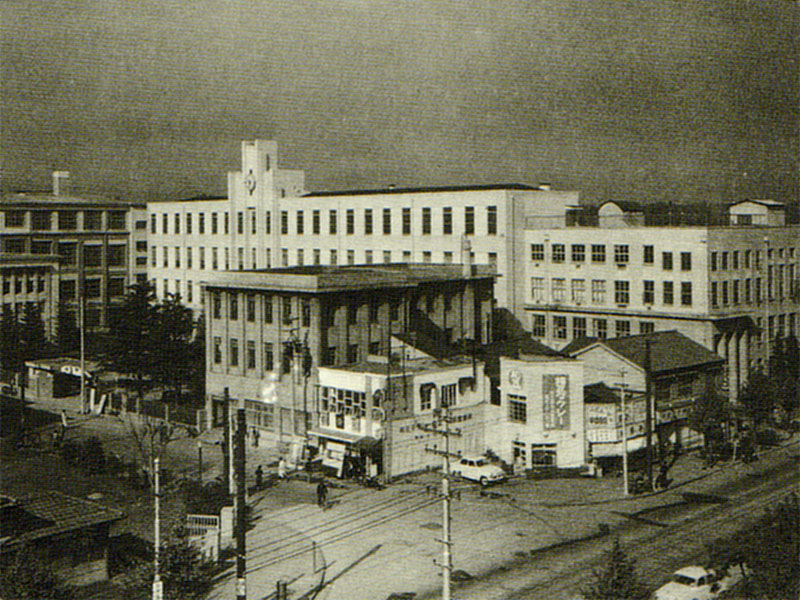
Japanska stadsmiljöer 1956, i det här fallet universitetsområde i Kyoto.

## Handling och bakgrund
Filmen är baserad på en originalberättelse av regissören Nishizawa, som tillbringade sin uppväxt i miljön som filmen beskriver. Handlingen utspelas 1956 i Tokyo-stadsdelen Kiba, strax sydöst om centrum, utefter Tokyobukten. Detta år gick Nishizawa (född 1942) själv i högstadiet.
Furusato Japan beskriver livet för sjätteklassarna i den lokala skolan i Kiba. Det är nu tio år efter andra världskrigets slut, och många får fortfarande kämpa för att ta sig upp ur fattigdom. En hemmatelefon är inte alla förunnat, och en del sörjer fortfarande familjemedlemmar de förlorat under kriget.
I den här miljön ska skolan utse kandidater för tävlan i en lokal körtävling. Det är musikfröken Sakamoto, ny i skolan, som leder dem, och tävlingen ses allmänt som ett sätt bringa stolthet och mening för skolan och dess elever.
I filmens inledning presenteras Shizu, en ditflyttad elev från Kobe. Hon talar med annan dialekt, och hon är skärpt och har tränat både piano och sång. Klassordföranden Akira fattar i hemlighet tycke för den nya, spännande klasskamraten, men hans blyghet/feghet hindrar honom att säga till när han känner för det och ifrån när han kanske borde. Han är en i ett pojkgäng som känner varandra sedan förskolan, där den storvuxne Gon (Gonji) är den naturlige ledargestalten.
Filmen avslutas med en offentlig deklaration av att Japan nu fått tillåtelse att bli medlem i FN (historiskt faktum 18 december). I deklarationen nämns namnet på barnens hemland på det internationella språket engelska – Japan (istället för det japanska Nihon). Japan är nu en del av framtiden…

## Rollista

### Huvudrollsfigurer
- Akira Yanagisawa (röst: Naoya Sekine)

Huvudfiguren. Klassordförande. Vill inte gärna gå emot gruppen.
- Shizu Miyanaga (röst: Maika Kawagushi)

Nyinflyttad elev från Kobe. Studerar piano och sång. Intelligent men är som nykomling annorlunda de andra på flera sätt.
- Gonji "Gon" Abe (röst: Subaru Kimura)

Barndomsvän till Akira. Kraftigt byggd och ledare av pojkgänget.
- Frk. Rieko Sakamoto (röst: Sayaka Hanamura)

Ny skolfröken. Lär ut musik.

### Övriga roller
- Yoshio Kawabata (röst: Seigo Kuwabara)

En i pojkgänget ovan.
- Kazuteru "Teru" Yoshimura (röst: Tetsuya Kannami)

En i pojkgänget ovan.
- Hiroshi "Hakase" Sugiura (röst: Kengo Kumagai)

En i pojkgänget ovan. Har glasögon.
- Yayoi Tajima (röst: Eri Osonoe)

En skolflicka.
- Hikaru Goto (röst: Nana Takada)

En skolflicka.
- Kimiyo Arima (röst: Kurumi Honta)

En skolflicka
- Herr Ikeno (röst: Yasuo Iwata)

Skolans rektor.
- Herr Akiyama (röst: Yoji Ueda)

En lärare på skolan.
- Herr Takii (röst: Masaki Terasoma)

En skollärare
- Masaki Sakamoto (röst: Masakazu Suzuki)

Fröken Sakamotos sju år äldre bror. En mentor och inspirationskälla för henne. Var pilot i flygvapnet och avled under andra världskriget.
- Genji Yanagisawa (röst: Takaya Hashi)

Akiras far. Hårt arbetande finsnickare.
- Fukuko Yanagisawa (röst: Hikari Yono)

Akiras mor.
- Kazuko Yanagisawa (röst: Rumi Nakamura)

Akiras äldre syster.
- Reiko Yanagisawa (röst: Kanon Nagashima)

Akiras yngre syster.
- (Shizus far) (röst: Ikkyu Juku)
- (Shizus mor) (röst: Keiko Sonoda)
- (Ägarinnan till pappershandeln Miki) (röst: Yasuko Hatori)
- Frk. Aoki (röst: Eri Saito)

Akiras granne
- Fru Shimazu (röst: Sayuri Sadaoka)

Ägare till huset där Akiras familj hyr in sig. Familjen Yanagisawa lånar ofta hennes telefon, eftersom de själva inte har någon.
- (Presentatör av körtävlingen) (röst: Yuko Kobayashi)

## DVD-utgåvor etc
Filmen har släppts på dvd eller visats på annat sätt i:
- Japan
- Frankrike (3 september 2008, under titeln La Chorale, Kazé Éd., EAN: 3700091012988[7])
- Tyskland (av Kazé Germany)
- Italien (av ADC Group)
- Polen (15 maj 2008, under titeln Japonia – moja ojcyzna[8])
- Taiwan (av Mighty Media Co., Ltd.[9])

## Utmärkelser
Filmen vann både Prix du Jeune Public (Det yngre publikpriset) och Prix du Public du Film d'Animation (Publikpriset för animerad film) vid den 12:e Festival du Film Asiatique de Lyon. Priserna delades ut den 12 november.